# Ericeia iopolia
Ericeia iopolia är en fjärilsart som beskrevs av Fletcher 1957. Ericeia iopolia ingår i släktet Ericeia och familjen nattflyn. Inga underarter finns listade i Catalogue of Life.